# Toliatti
Toliatti (în rusă Тольятти), cunoscut înainte de 1964 ca Stavropol, este al doilea oraș după mărime din Regiunea Samara, Federația Rusă. Este cel mai mare oraș din Rusia care nu este capitala sau centrul administrativ al unui subiect federal, cu o populație de 667.956 locuitori, plasând orașul pe locul 19 din țară.
Orașul este cel mai bine cunoscut drept casa celui mai mare producător de mașini din Rusia, AvtoVAZ (Lada). Din acest motiv, Toliatti este adesea supranumit „orașul cu motor al Rusiei” sau „orașul motor al Rusiei” (cu referire la Detroit din Statele Unite – casa spirituală a industriei auto americane). A fost redenumit după politicianul comunist italian Palmiro Togliatti în 1964.

## Istorie
Stavropol a fost fondat ca o cetate în 1737 de către omul de stat rus Vasily Tatishchev. A fost adesea menționată informal ca Stavropol-pe-Volga pentru a o deosebi de Stavropol, un oraș mai mare din sud-vestul Rusiei, deși Stavropol-pe-Volga nu a fost niciodată numele său oficial.
Construcția barajului Kuybyshev și a stației hidroelectrice de pe râul Volga în anii 1950 a creat rezervorul Kuybyshev, care a inundat locația existentă a orașului și a fost complet reconstruit pe o nouă fondație.
În 1964, orașul a fost ales ca locație pentru noua fabrică de automobile VAZ: un „joint venture”  între Fiat și guvernul sovietic. Apoi a fost redenumit Toliatti după Palmiro Togliatti, cel mai vechi secretar al Partidului Comunist Italian, care a jucat un rol esențial în înființarea companiei cu Fiat. O mare parte din orașul modern a fost construit în anii 1960 pentru a găzdui muncitorii fabricii, iar astăzi, AvtoVAZ domină economia orașului. 

## Statutul municipal și administrația
Districtul Avtozavodsky
     Districtul Tsentralny (Central)
     Districtul Komsomolsky

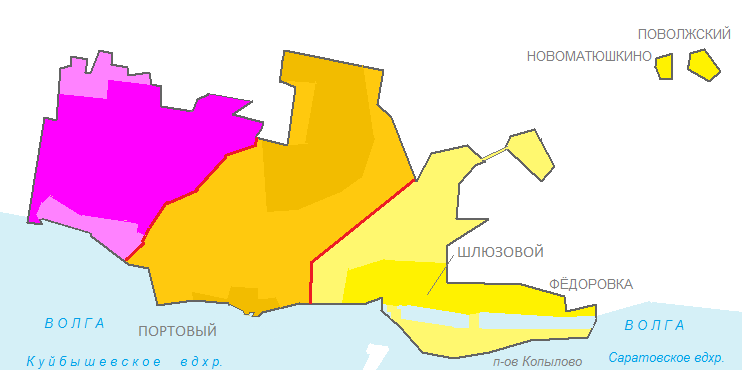
Diviziunile orașului Toliatti
Districtul Avtozavodsky
Districtul Tsentralny (Central)
Districtul Komsomolsky

În cadrul diviziunilor administrative, Toliatti servește ca centru administrativ al districtului Stavropolsky, chiar dacă nu face parte din acesta. Ca diviziune administrativă, este încorporat separat ca orașul de importanță regională Toliatti - o unitate administrativă cu statutul egal cu cel al districtelor. Ca o diviziune municipală, orașul de importanță regională Tolyatti este încorporat ca „Toliatti Urban Okrug”.
Diviziunile orașului
În scopuri administrative, orașul este împărțit în trei districte:
- Avtozavodsky (Автозаво́дский), numit și Novy Gorod (literal Oraș Nou), este cel mai modern; a fost proiectat pentru a găzdui muncitorii fabricii AvtoVAZ din oraș, casa mașinii Lada;
- Tsentralny (Центра́льный), numit și Stary Gorod (literal Orașul vechi), deține sediul guvernului orașului și centru industrial;
- Komsomolsky (Комсомо́льский), cel mai vechi district, construit pentru a găzdui constructorii de centrale hidroelectrice.

## Guvern Local
Primarul Antashev Sergey Alexandrovich s-a născut la 16 decembrie 1959, în orașul Saransk, Mordovia. În 1994 s-a mutat la Toliatti, a fost acceptat în postul de director al întreprinderii de rețea de încălzire a TEVIS. În 2000 a absolvit Institutul de Piață Internațională cu o diplomă în management. Din 2000 până în 9 aprilie 2012 - Director Marketing - Director Vânzări Energie TEVIS. Deputat al Dumei din districtul orașului Toliatti IV (din 2005 până în 2009) și V (din 2008 până în 2012) . Din aprilie 2012 până în februarie 2015, a ocupat funcția de viceprimar al orașului, pentru economia urbană. Pe 12 aprilie 2017, Consiliul orășenesc Toliatti l-a numit pe Serghei Antashev ca noul primar al orașului.
La 4 martie 2021, Igor Ladyka a fost numit primar interimar al districtului orașului, în legătură cu demisia lui Serghei Antașev.
La 30 aprilie 2021, Nikolai Rentz a preluat funcția de șef al districtului orașului Toliatti. La ceremonia de inaugurare a participat guvernatorul Regiunii Samara, Dmitri Azarov.

## Galerie

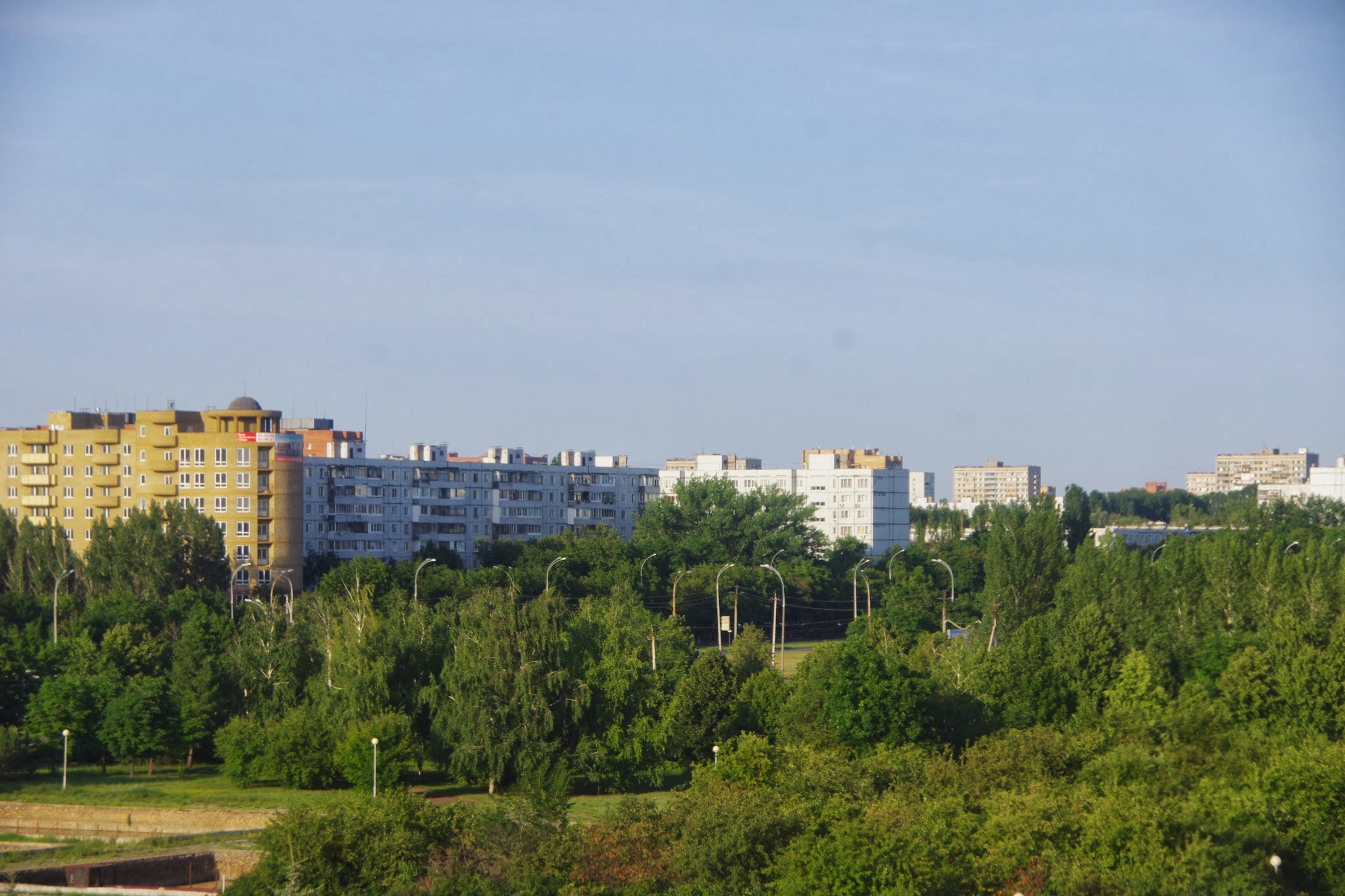
Districtul Avtozavodskiy, văzut dintr-un parc (~2013)

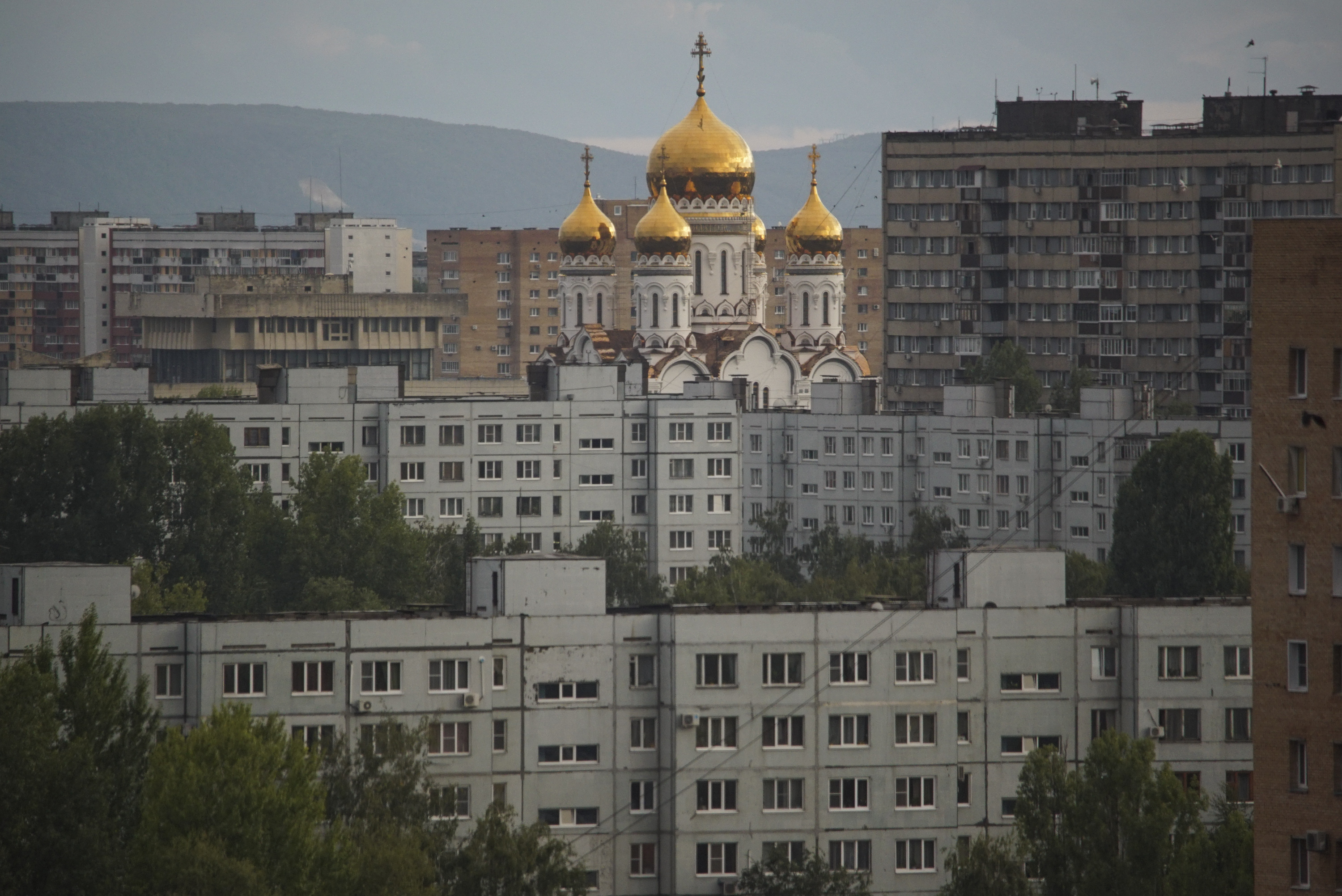
Catedrala schimbării ortodoxă, văzut deasupra districtului Avtozavodsky (2016)

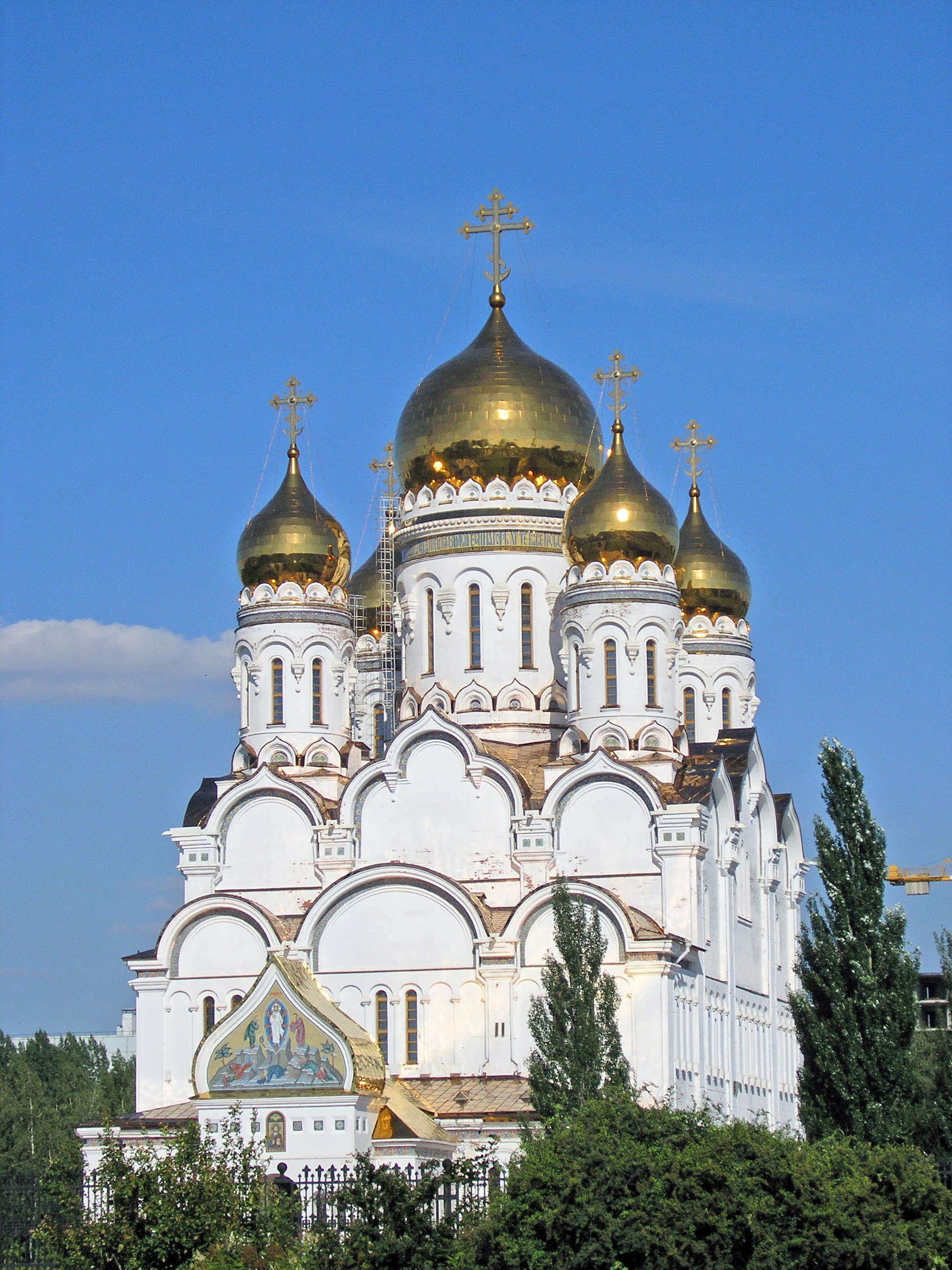
Catedrală ortodoxă din Toliatti (2007)

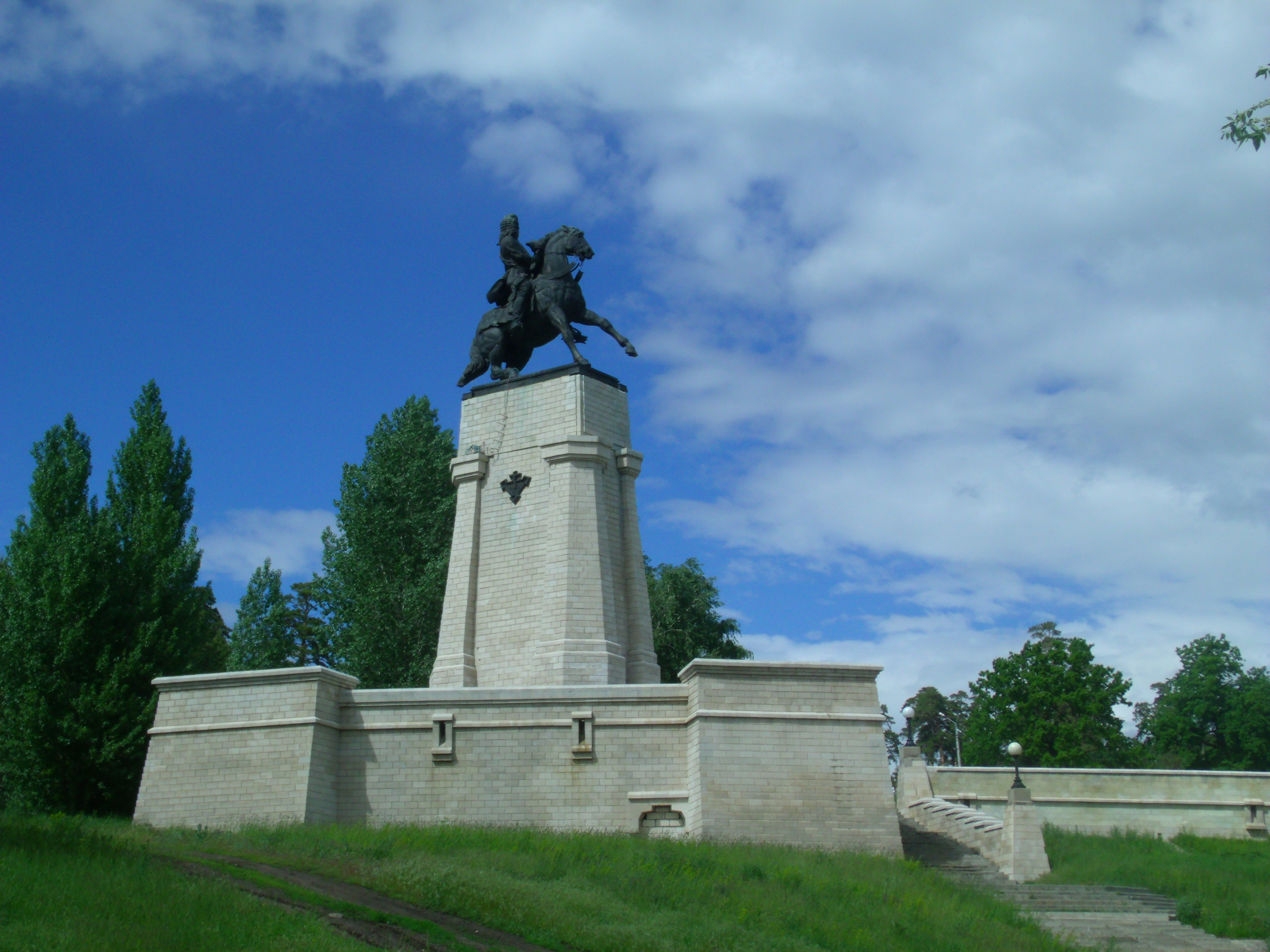
Monumentul Tatishchev (2007)

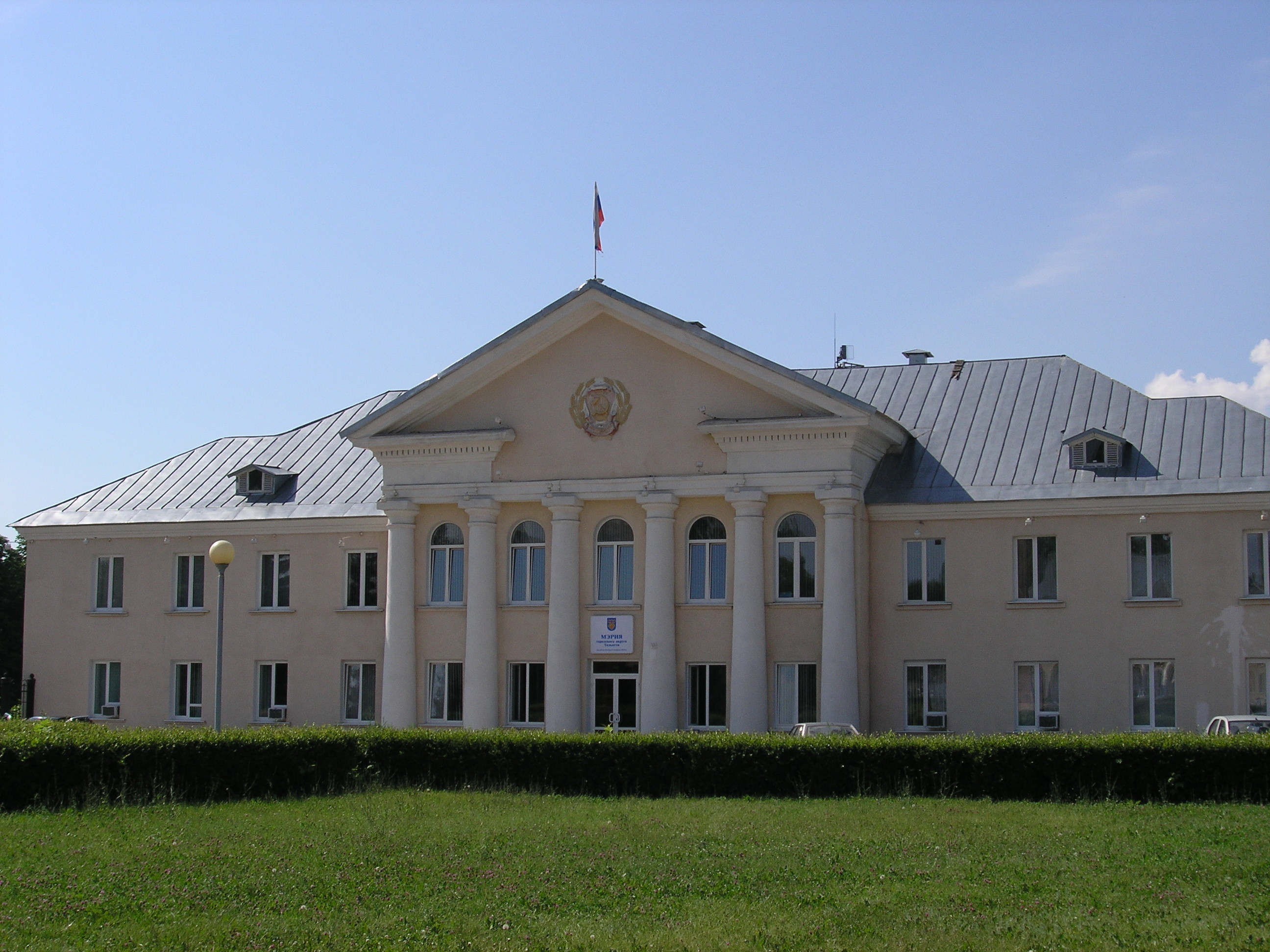
Primăria orașului (2007)

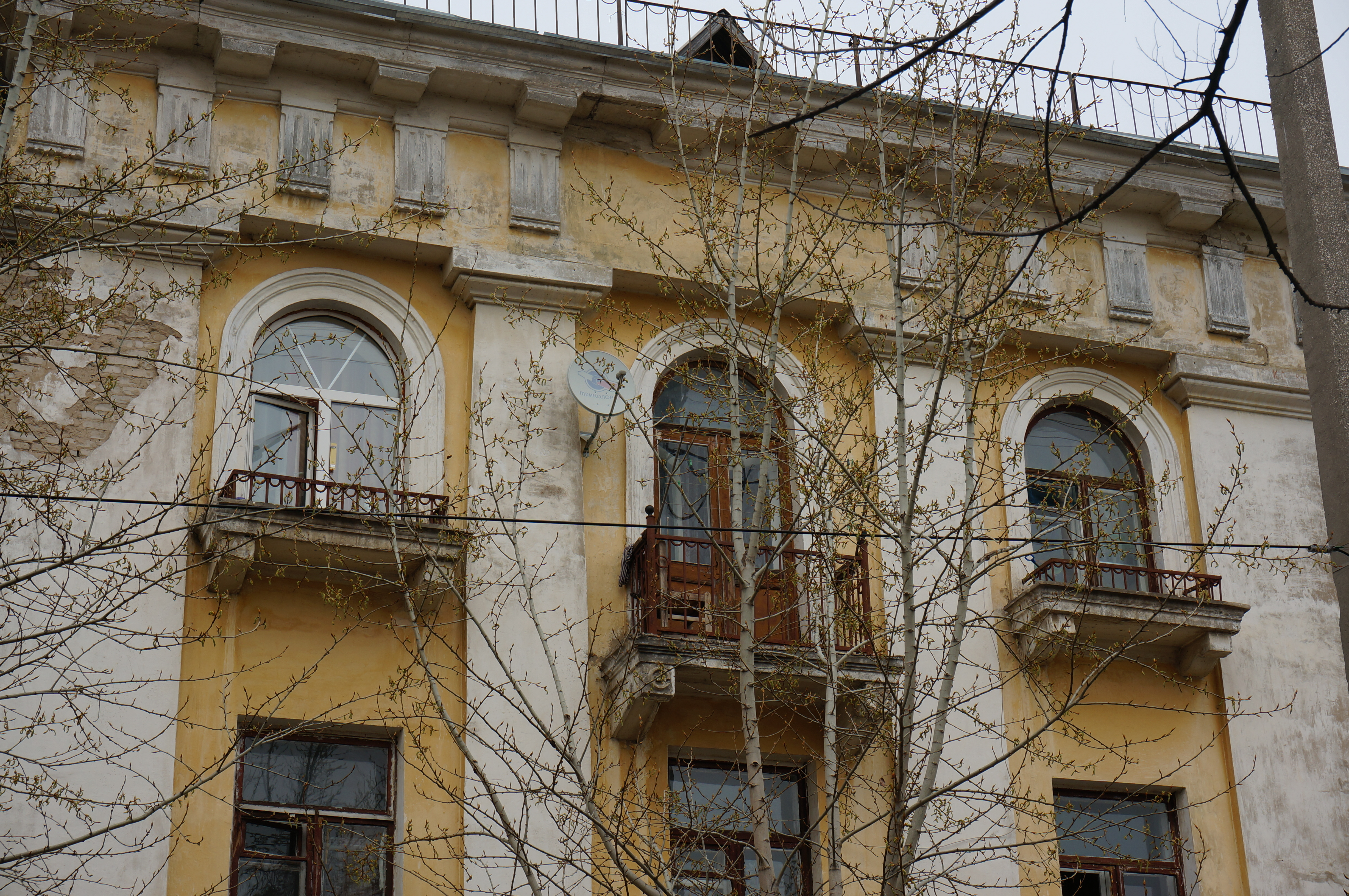
Casă istorică pe strada Nikonova (2013)

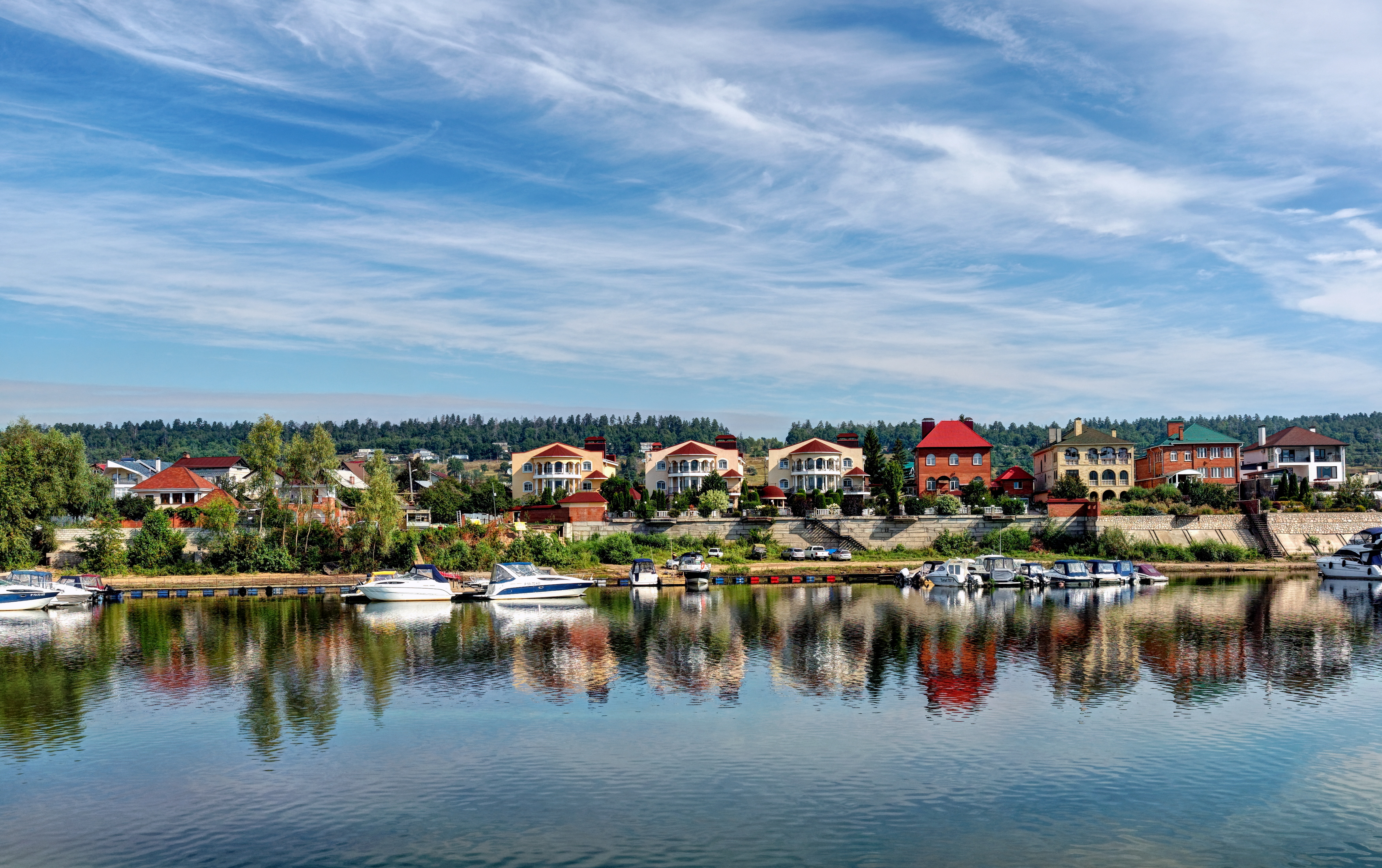
Râul Volga în Toliatti (2017)

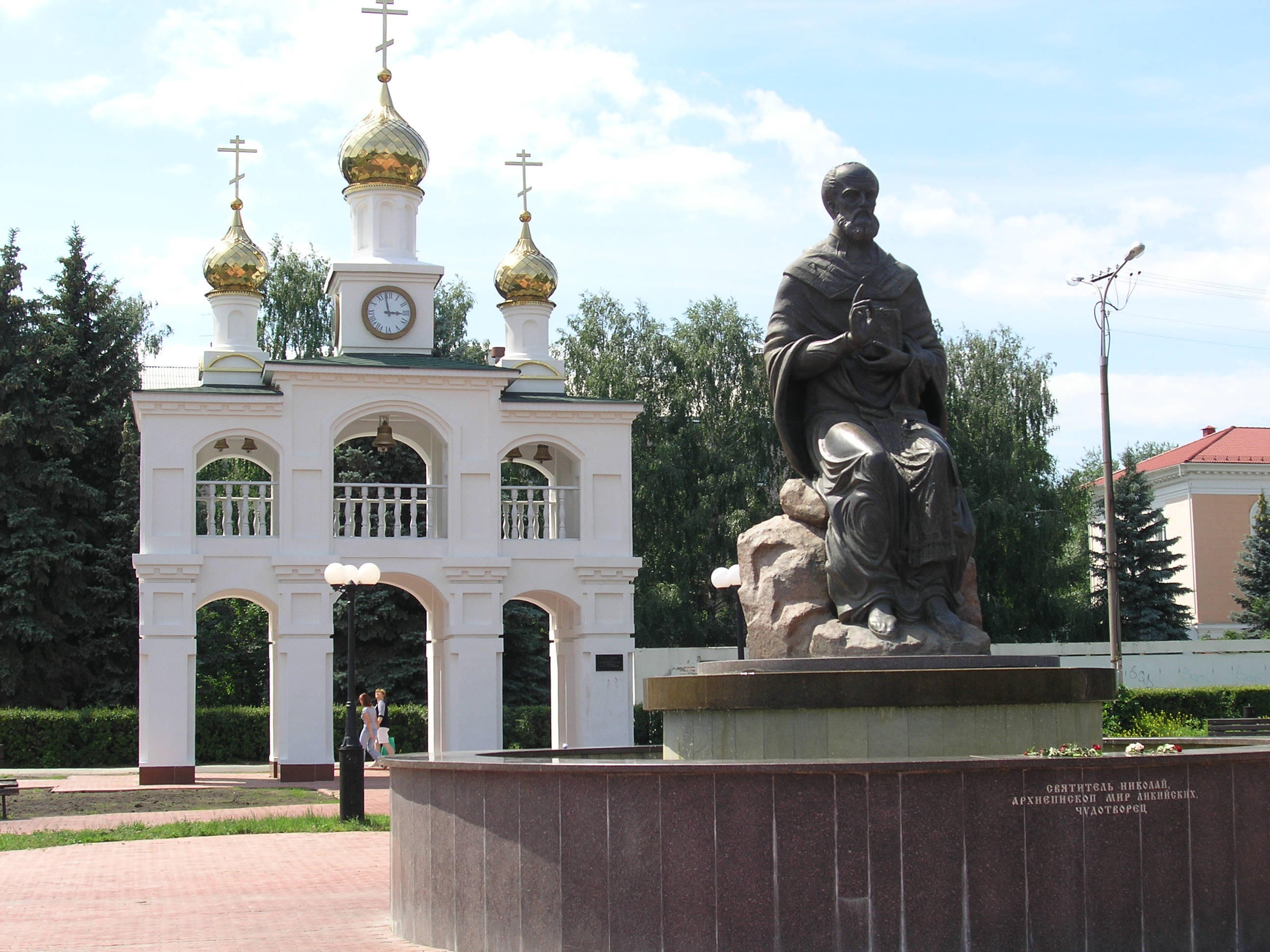
Memorial către constructori orașului Toliatti (2007)

## Orașe înfrățite
Toliatti este înfrățit cu orașele:
- Flint, Statele Unite
- Futian (Shenzhen), China
- Kazanlak, Bulgaria
- Luoyang, China
- Nagykanizsa, Ungaria
- Piacenza, Italia
- Wolfsburg, Germania
- Mingachevir, Azerbaijan

## Economie

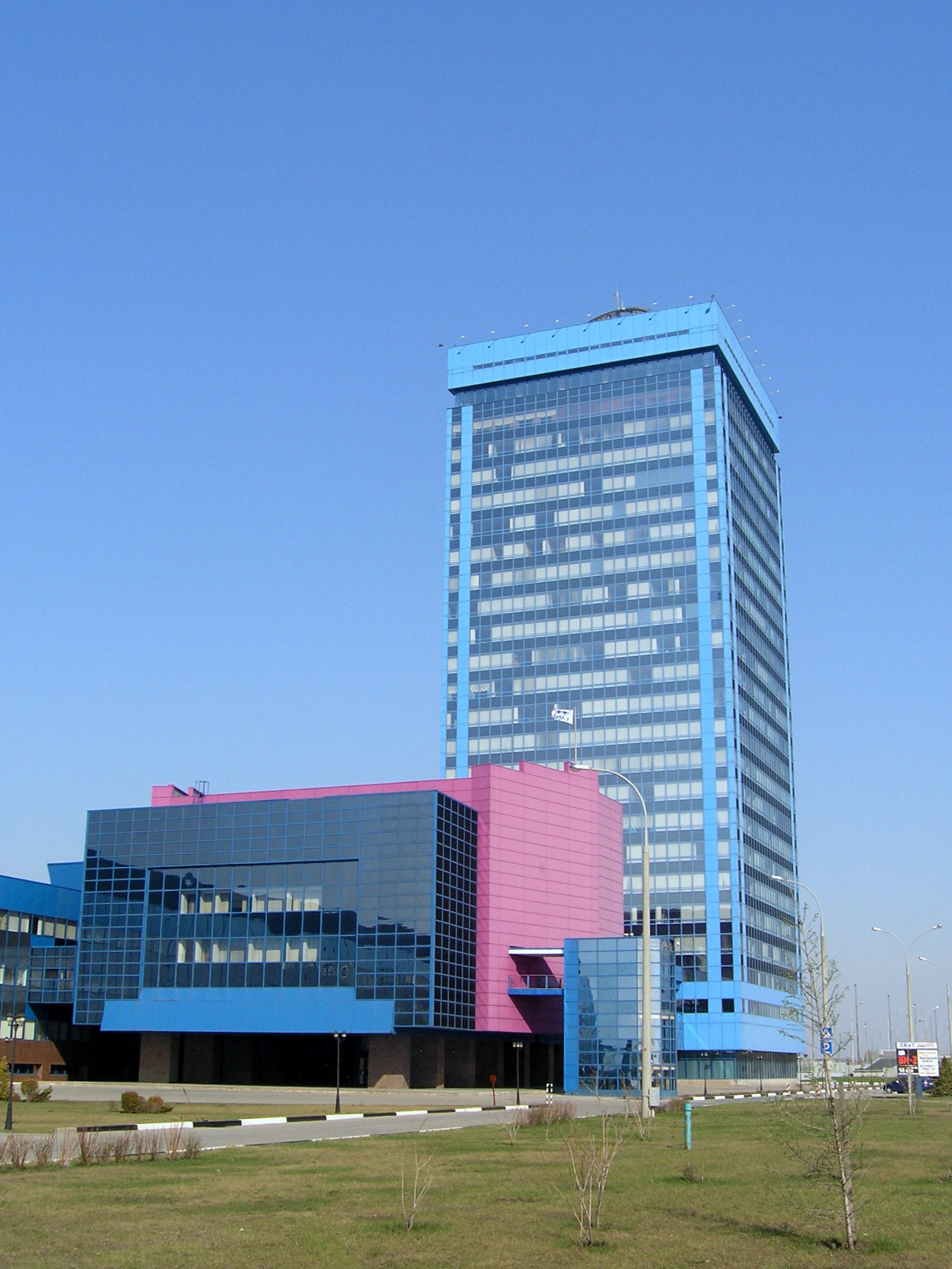
Sediul AvtoVAZ, stabilit în oraș

Principala industrie din Toliatti este cea de automobilele, se fabrică în oraș mașinile Lada (Zhiguli) produse de uzina de automobile AvtoVAZ, care angajează aproximativ 110.000 de oameni - în cooperare cu Fiat din Italia din 1970, cu General Motors din 2001 și cu Alianța Renault-Nissan din 2012, și devenind din nou o întreprindere independentă de stat în 2022.
Alte industrii s-au mutat în Toliatti, deoarece este aproape de surse abundente de energie electrică și apă. Petrochimia este bine reprezentată în oraș. Printre întreprinderile semnificative cu sediul se numără „TogliattiAzot” (cel mai mare producător de amoniac din Rusia condus de Serghei Makhlai) și „KuibyshevAzot” (un producător de îngrășăminte cu azot și cel mai mare producător de caprolactamă și poliamidă din Rusia). Alte industrii includ producția de materiale de construcții, repararea navelor și echipamentele electrice și electronice.
În 2011, a fost lansată Zona Economică Specială Toliatti, pentru a dezvolta în continuare regiunea și a diversifica economia orașului. De atunci, au fost înregistrați mai mulți producători de componente auto (printre care germanul Mubea și japonezul Sanoh), precum și mari producători industriali (Praxair și Edscha). Până în noiembrie 2012, valoarea investiției în proiect a totalizat 10 miliarde de ruble și erau create aproximativ 3.000 de locuri de muncă.

### Transportație
Sistemul de transport este bine dezvoltat în oraș. transport public include autobuzele municipale și troleibuzele și așa-numitele transporturi „alternative” (comerciale) sau marshrutkas.
Rutele de transport externe sunt asigurate de două stații de autobuz, două gări și un port local. Toliatti are și aeroportul său, dar este folosit doar de aeronavele personale (cel mai apropiat aeroport internațional, Kurumoch, este situat la 40 km, spre Samara). Orașul este legat de rețeaua de drumuri federale prin autostrada „Urală” M5.

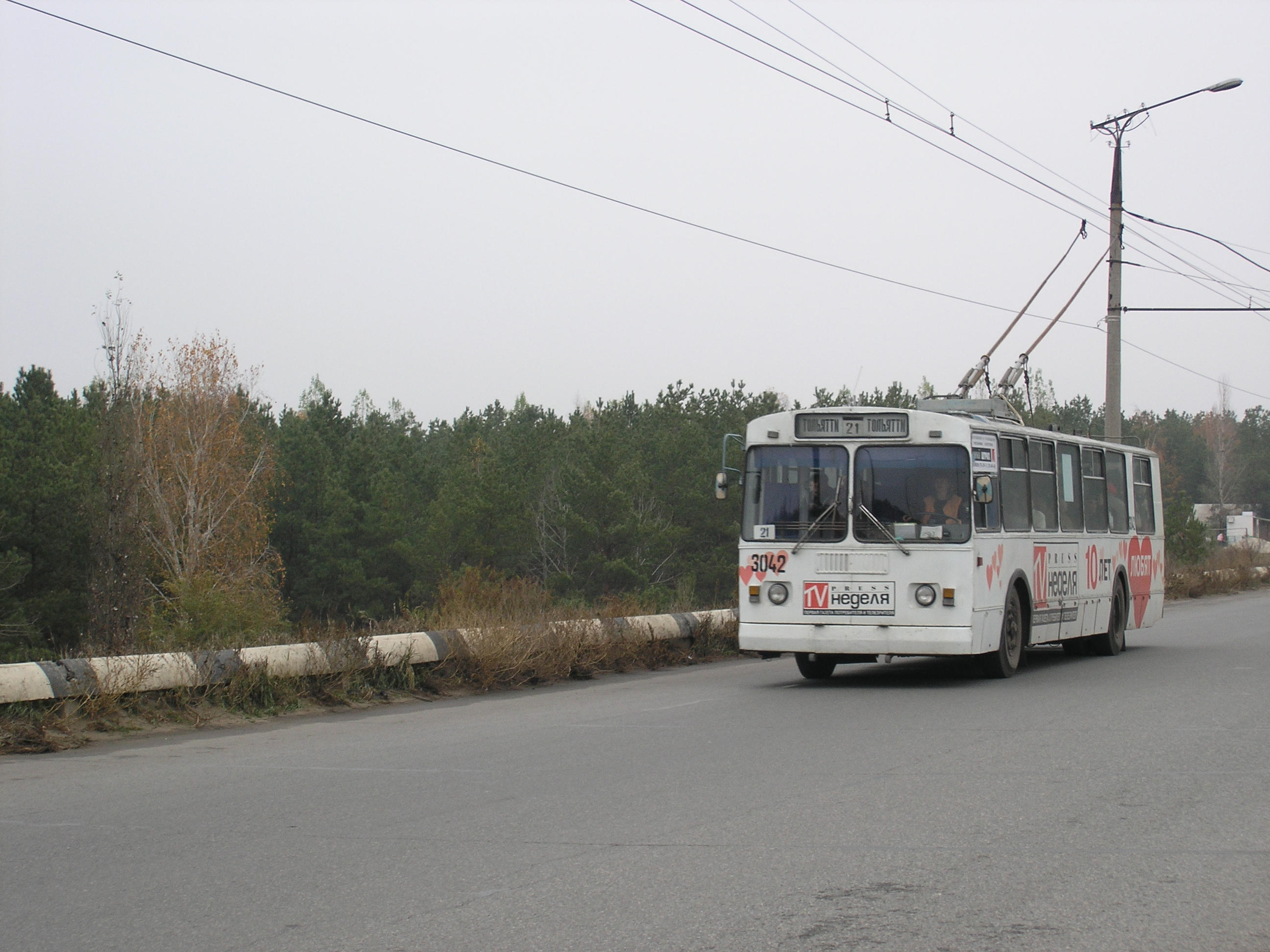
Troleibuz ZIU-9, în Toliatti (2007)

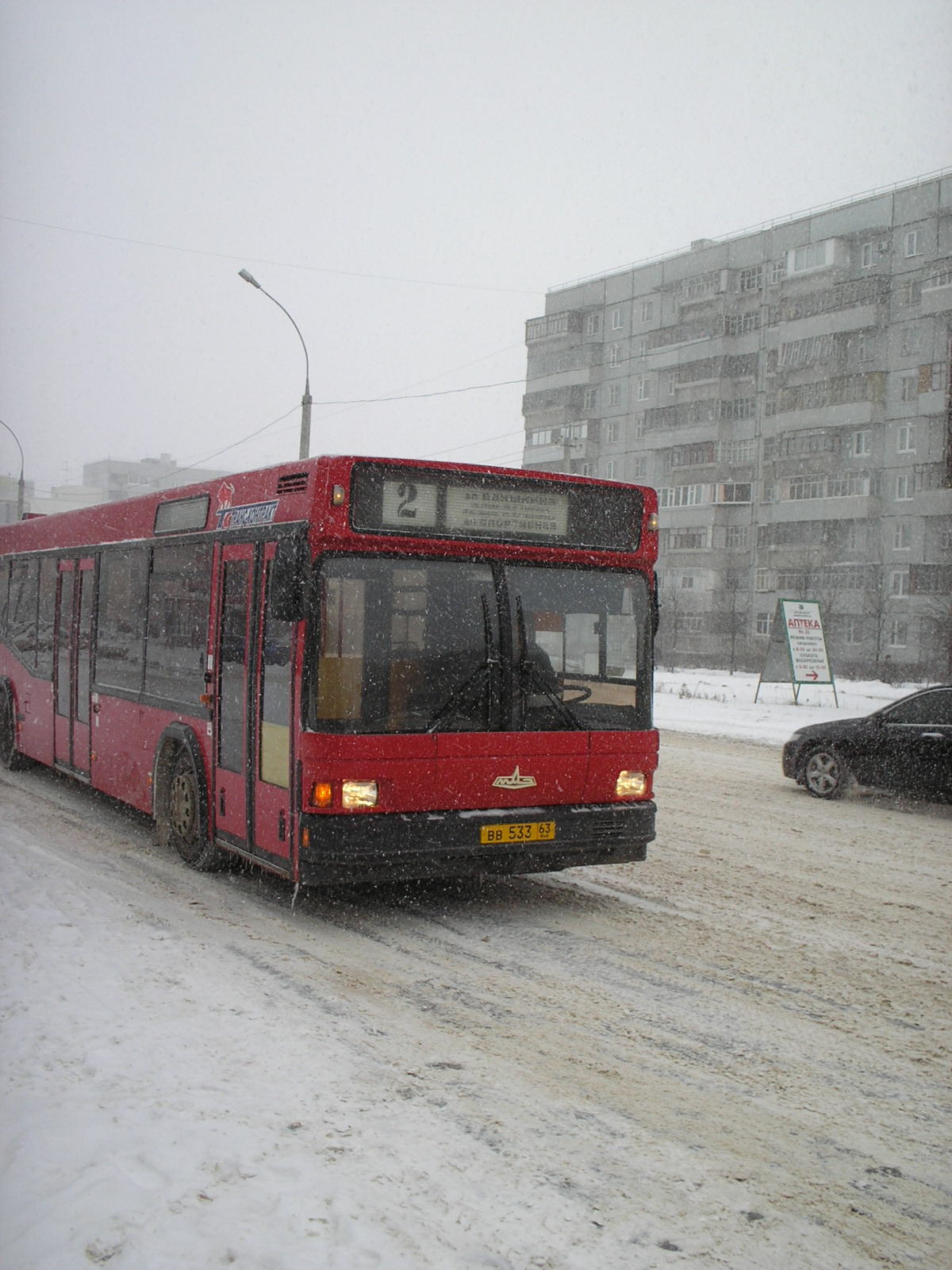
Autobuz MAZ-103, în Toliatti (2007)

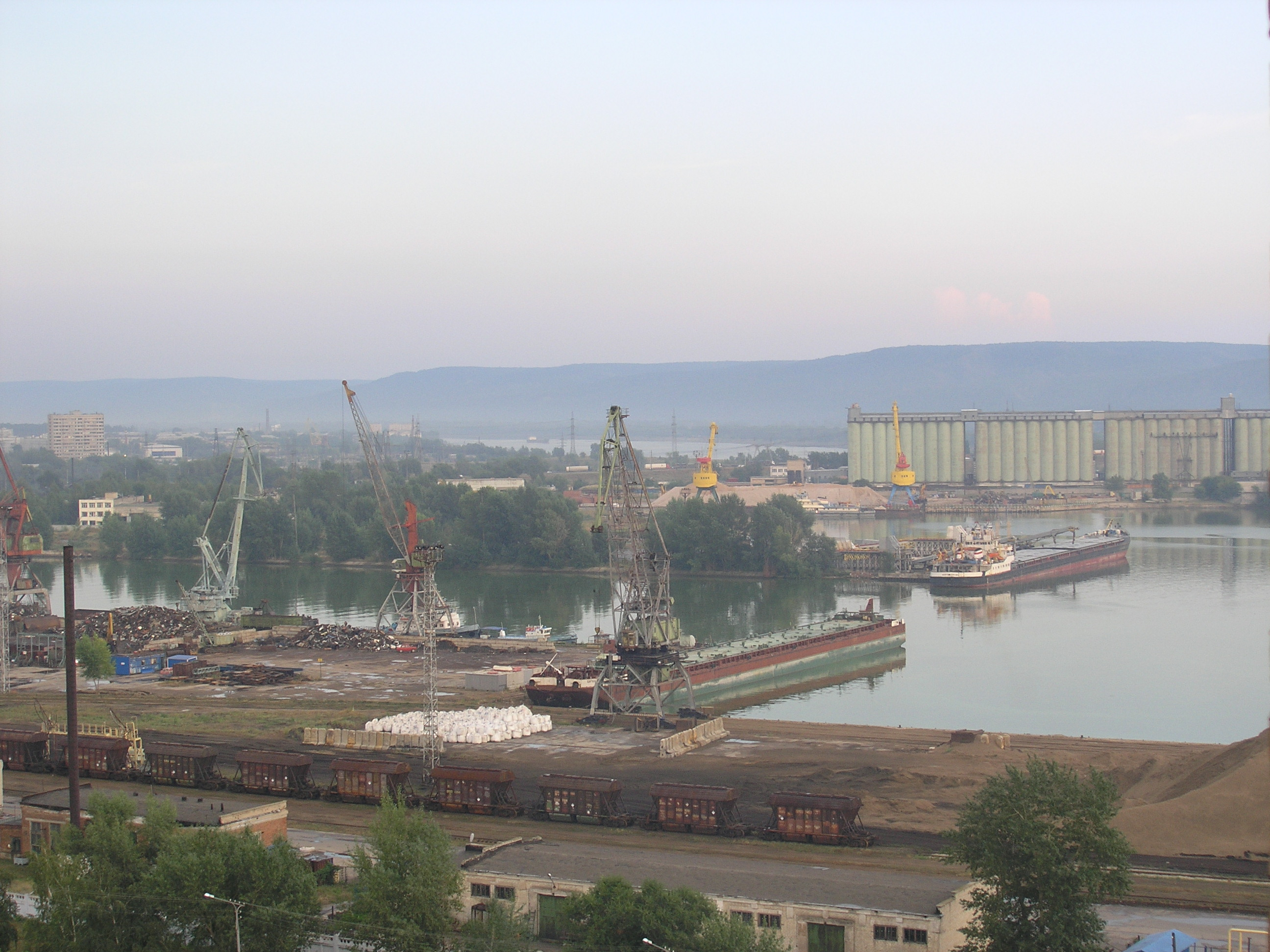
Portul pe Volga din Toliatti (2007)

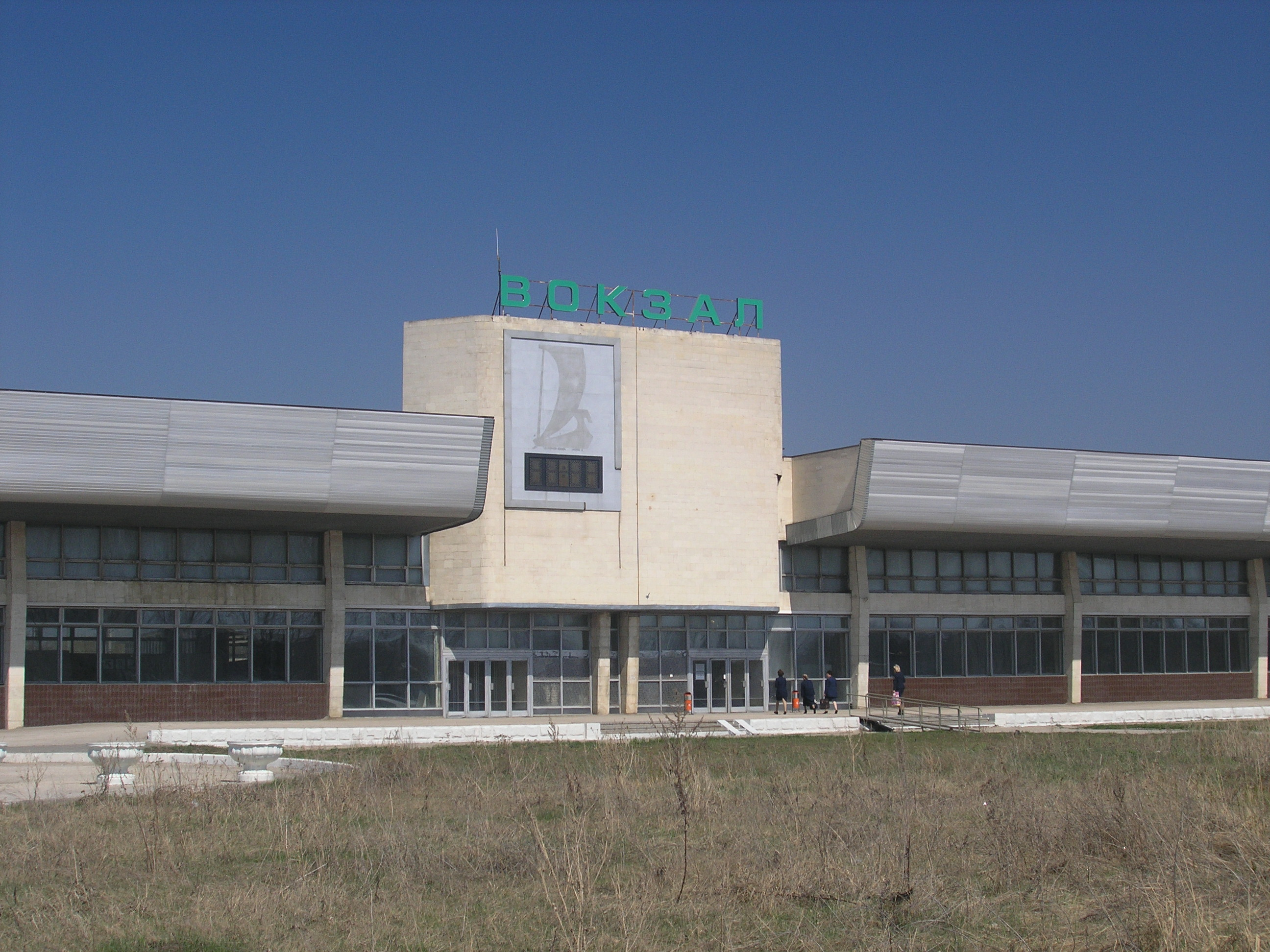
Gara din Toliatti (2010)

## Cultură, Educație și Sport

### Cultură
Crearea lacului de acumulare Kuybyshev în anii 1950 a distrus o mare parte din istoria orașului, astfel încât aproape toate punctele de interes cultural ale orașului datează din perioada sovietică, dar administrația orașului a continuat să construiască noi monumente și catedrale. Un eveniment notabil recent a fost deschiderea în 1998 a marelui Monument Tatishchev, lângă Volga. Catedrala Schimbării a fost finalizată în 2002.

### Educație
Învățământul este reprezentat de peste o sută de școli publice și zece private, precum și de câteva instituții de învățământ superior. Cele mai notabile includ:
- Universitatea de Stat Toliatti (Тольяттинский государственный университет, ТГУ)
- Universitatea de Servicii de Stat din Regiunea Volga (Поволжский государственный университет сервиса, ПВГУС)
- Universitatea Tatishchev din Volga (Волжский университет имени В. Н. Татищева, ВУиТ)

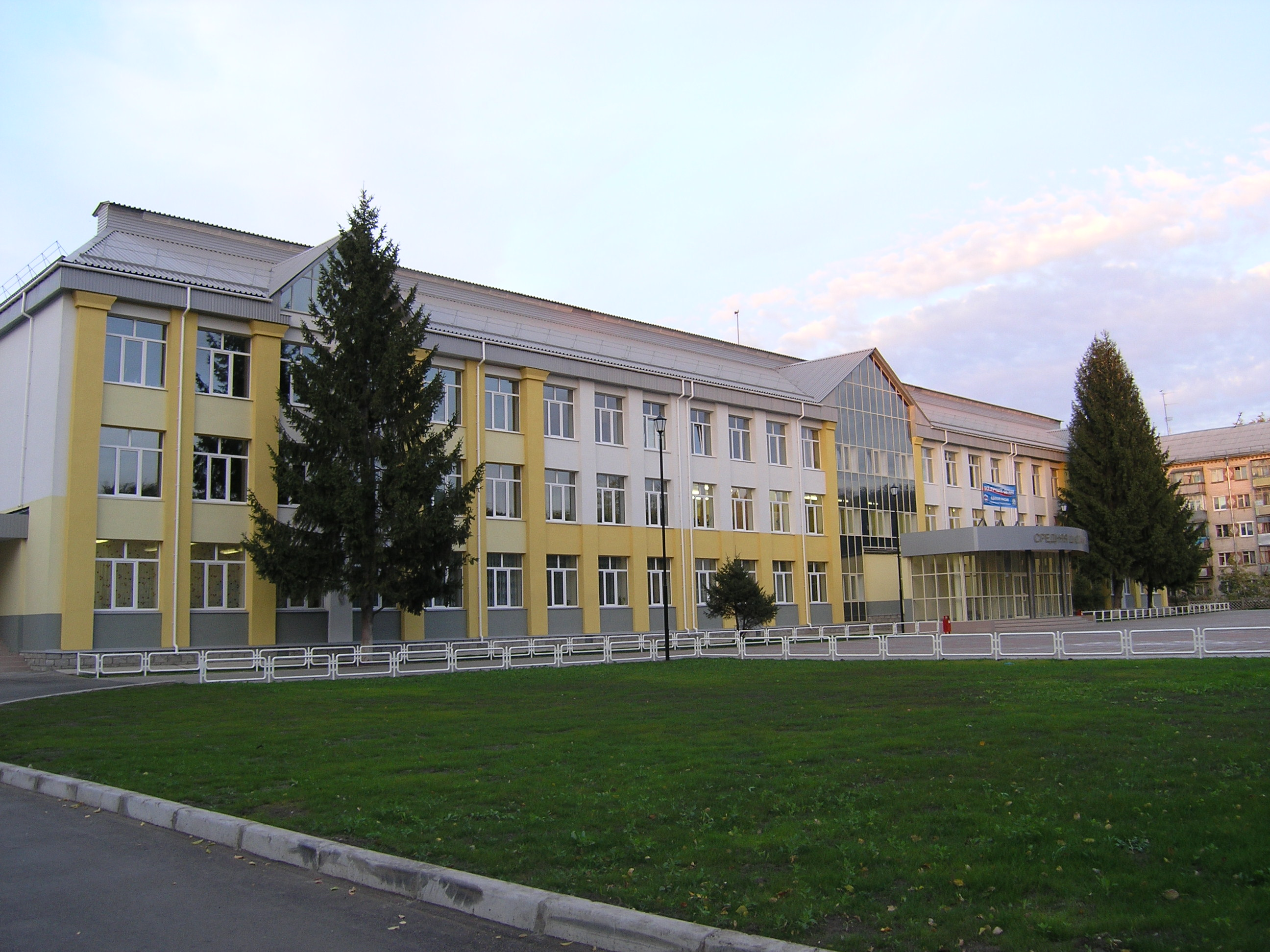
Școala nr. 13, după renovare (2007)

### Sport
În ochii liderilor sovietici, Toliatti era un oraș sovietic perfect (deoarece cea mai mare parte a populației a migrat aici în timpul construcției fabricilor AvtoVAZ) – au apărut multe facilități sportive pentru ca „persoanele sovietice perfecte” să fie sănătoase. Orașul are facilități sportive de înaltă calitate: săli de sport, piscine, arene de gheață, stadioane de fotbal și de curse - ca urmare, mulți sportivi, inclusiv campionul olimpic Alexei Nemov, câștigătorii Cupei Stanley Alexei Kovalev și Ilya Bryzgalov s-au mutat la Toliatti. Acolo, s-au născut fostul apărător al echipei Montreal Canadiens, Alexei Emelin, și fostul extremist al echipei Washington Capitals, Viktor Kozlov, și apărătorul Alexei Tezikov. Acolo s-a născut Daria Kasatkina, o jucătoare profesionistă de tenis.
Toliatti este reprezentat în aproape toate tipurile de sporturi de echipă. Clubul de hochei pe gheață al lui Toliatti, sponsorizat de Lada, a rupt dominația echipelor din Moscova asupra jocului. Echipa feminină de fotbal Lada a câștigat de mai multe ori campionatul Rusiei — iar echipa feminină de handbal Lada, care sunt campioana Rusiei și Europei, este centrul pentru handbalul feminin național al Rusiei. La campionatele naționale participă și echipe de fotbal masculin (FC Lada Toliatti), baschet și handbal. În ceea ce privește sportul național tradițional al Rusiei, bandy, există o echipă fondată în 2013, TOAZ, care totuși participă doar la o ligă de agrement.
Mega-Lada Toliatti, care concurează pe stadionul Anatoly Stepanov, este un record de 17 ori campioană a Rusiei.

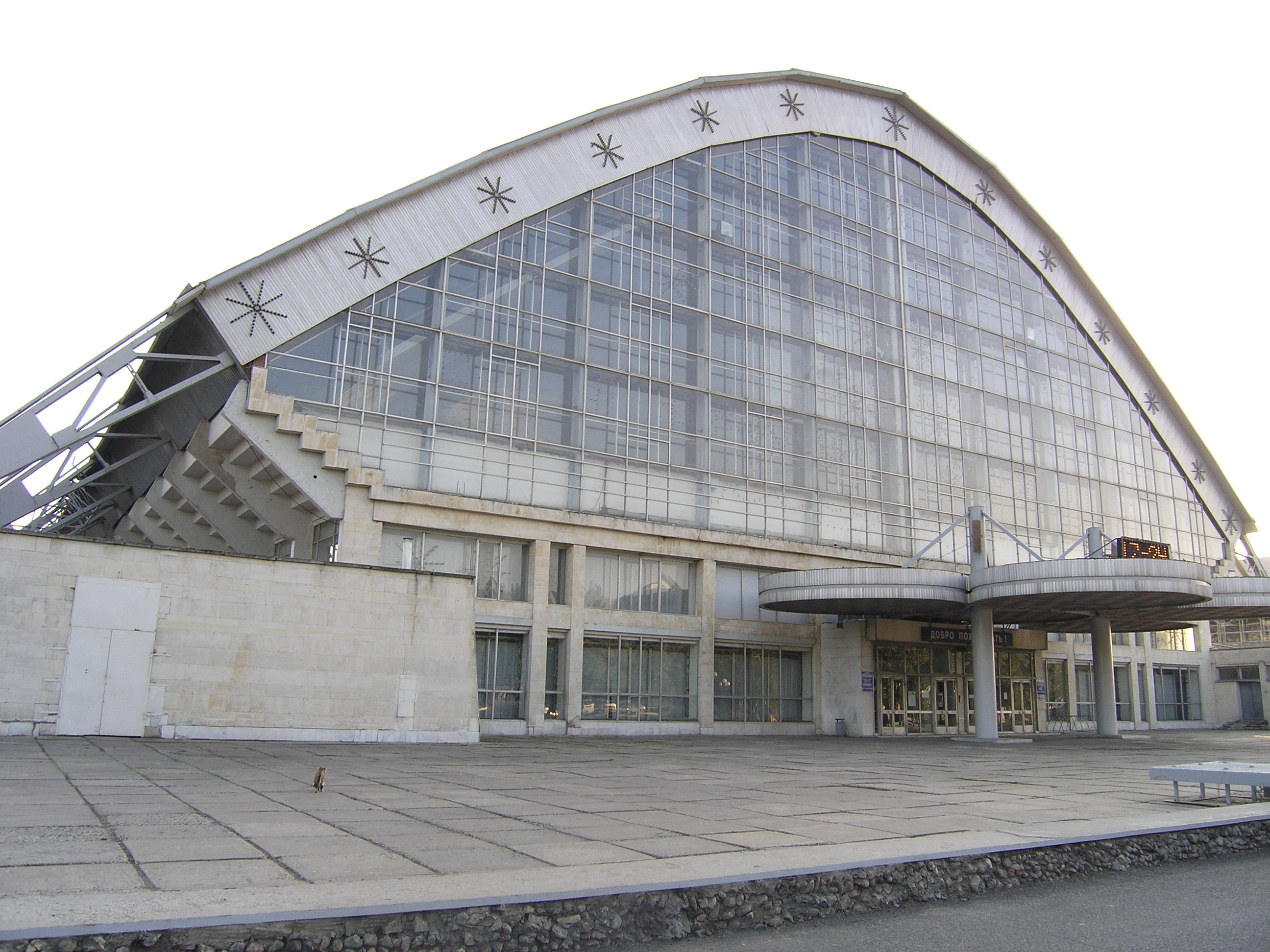
Complexul sportiv Olimp

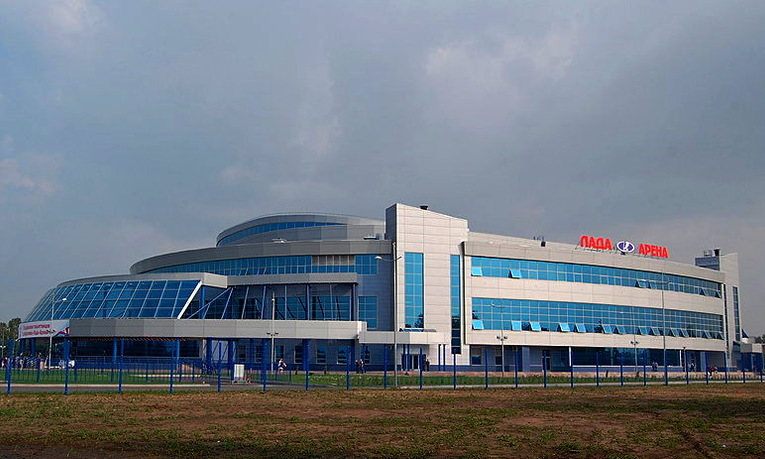
Arena Lada, casa echipei HC Lada Toliatti

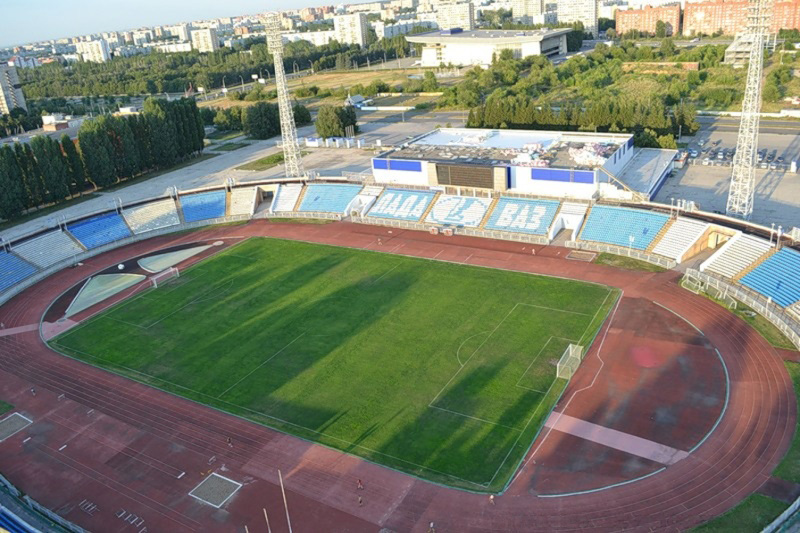
Stadionul torpilă, casa echipei FC Lada Toliatti

## Religie
Toliatti este un oraș multietnic și multi-religios. Majoritatea oamenilor religioși din oraș, sunt de credință creștină ortodoxă. Musulmanii sunt ai doilea cei mai mare grup de credincioși. De asemenea, în oraș sunt organizații ale aproape tuturor religiilor majore: Vechi credincioși, catolici, evrei, protestanți, budiști și altele.

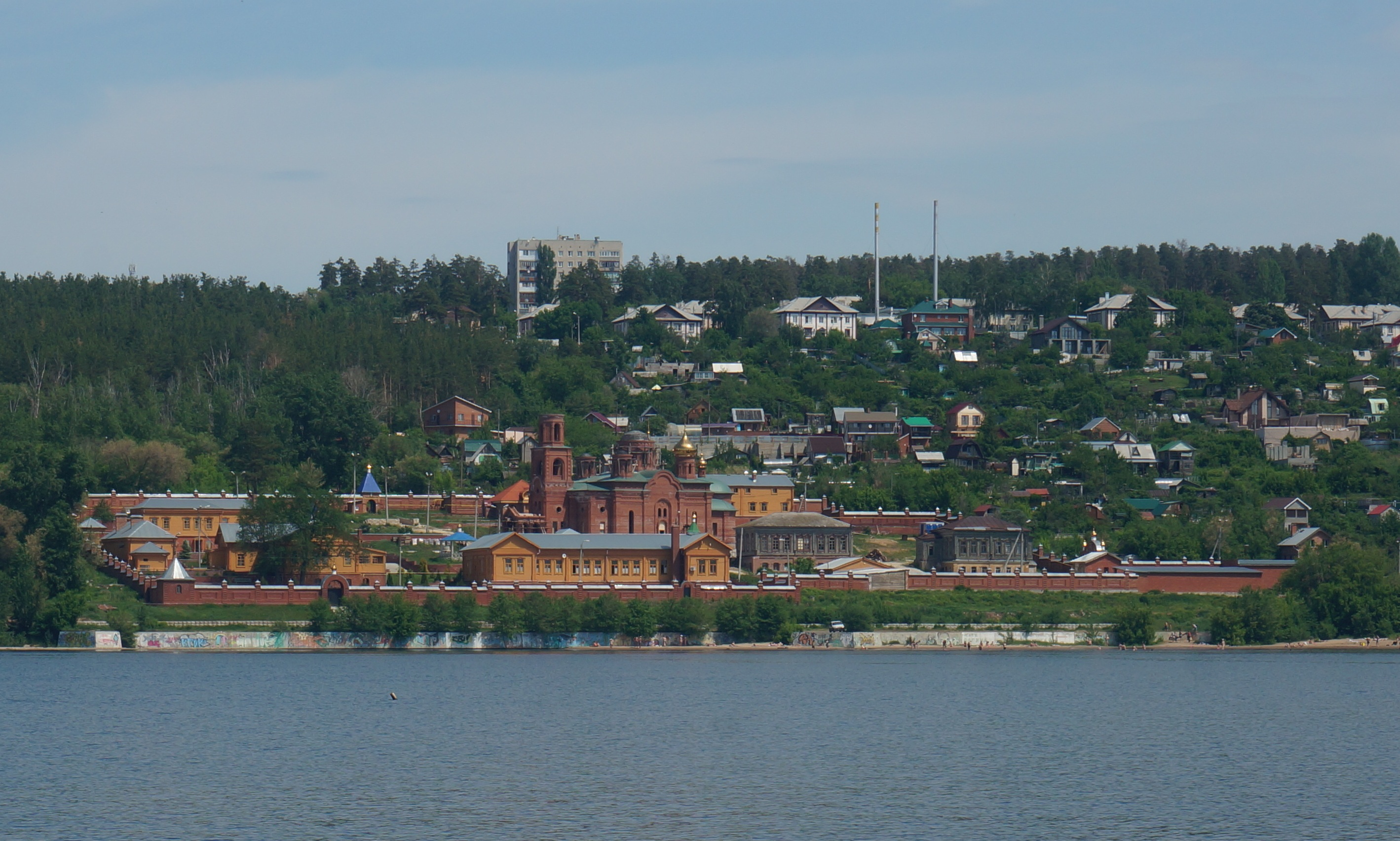
Mănăstirea Voskresenskiy (Învierea),în Toliatti